# Casa de Dinefwr

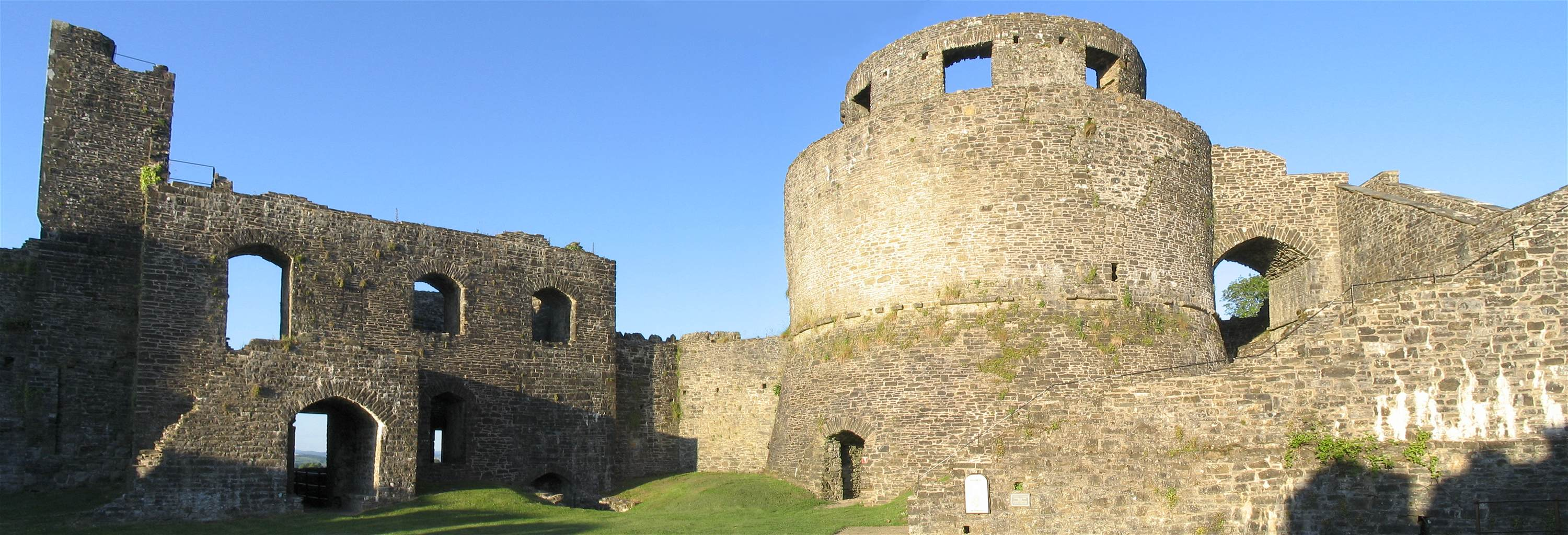
Castillo de Dinefwr

La Casa de Dinefwr fue una casa real de Gales y se refiere a los descendientes de Cadell ap Rhodri, rey de Seisyllwg, hijo de Rhodri el Grande.
Con la muerte de Rhodri Mawr, el reino de Gwynedd pasó a su hijo mayor Anarawd ap Rhodri. Su siguiente hijo, Cadell ap Rhodri, sin embargo, puso su mirada fuera de las fronteras tradicionales de Gwynedd tomó posesión del reino de Dyfed a finales del IX tardío, estableciendo su capital en la ciudadela de Dinefwr. Los descendientes de Cadell ap Rhodri fueron conocidos como Dinefwr por el nombre de la ciudadela desde la que gobernarían Dyfed. La dinastía de Dinefwr bajo Hywel Dda uniría Dyfed y Seisyllwg para formar Deheubarth a comienzos del siglo X. La casa de Dinefwr gobernaría en Deheubarth hasta la conquista anglonormada del siglo XIII. Esta rama competiría con la Casa de Aberffraw por la supremacía en Gales hasta el siglo XII, con Powys entrando ocasionalmente en la liza. Finalmente, una rama de cadete de Dinefwr se establecería en Powys a mediados del siglo XI, conocida como Mathrafal por el castillo donde establecieron su sede.

## Casas descendientes
La Casa de Tudor de Gales e Inglaterra son descendientes por línea femenina de la Casa de Dinefwr a través de su antepasado Owen Tudor.
La dinastía FitzGerald y familias emparentadas de Irlanda son descendientes por línea femenina de la familia real galesa a través de Nest, hija de Rhys ap Tewdwr, último rey de Deheubarth, cuyos descendientes incluyen a Isabel I, John F. Kennedy, y Diana de Gales.
- Datos: Q1226302
- Multimedia: Tudor people / Q1226302